# Шмига, Даниэль
Даниэль Шмига (чеш. Daniel Šmiga; 2 января 2004) — чешский футболист, нападающий пражской «Славии».

## Клубная карьера
Выступал за молодёжные команды «Финстал Лучина», « Фридек-Мистек» и Баник (Острава)». 1 мая 2021 года Шмига дебютировал за «Баник» в матче против «Зброёвки», став самым молодым игроком в истории «Баника» в возрасте 17 лет и 4 месяцев. В феврале 2022 года перешёл в пражскую «Славию». 10 апреля 2022 года дебютировал за «Славию» в матче Первой чешской футбольной лиги против «Пардубице».

## Карьера в сборной
Шмига выступал за сборные Чехии до 15, до 16, до 17, до 18 и до 19 лет.